# بادی گای
جرج گای (به انگلیسی: George Guy) متولد ۱۹۳۶ در لویزیانا، معروف به بادی گای (به انگلیسی: Buddy Guy)، نوازندهٔ مشهور گیتار الکتریک در سبک بلوز است.
نشریه رولینگ استون گای را در رتبهٔ ۳۰ در میان گیتاریست‌های برتر جهان در تاریخ نامیده‌است.
او به خاطر شیوه‌های عجیب گیتارنوازی‌اش معروف است مثل زدن گیتار با چوب درامز یا با دندان. بادی گای از نمادهای سبک شیکاگو بلوز محسوب می‌شود.